# 孝賢純皇后
孝賢純皇后（こうけんじゅんこうごう、満州語:ᡥᡳᠶᠣᠣᡧᡠᠩᡤᠠ
ᡝᡵᡩᡝᠮᡠᠩᡤᡝ
ᠶᠣᠩᡴᡳᠶᠠᠩᡤᠠ
ᡥᡡᠸᠠᠩᡥᡝᠣ 転写：hiyoošungga erdemungge yongkiyangga hūwangheo）は、清の乾隆帝の皇后。満洲鑲黄旗の出身。姓は富察（フチャ）氏（Fuca hala）。チャハル総管の李栄保（リルンバオ）の娘。乾隆帝の最年少の妃嬪である晋妃富察氏は従孫娘にあたる。また、弟の傅恒は武将として活躍した。

## 子女
- 端慧皇太子永璉
- 哲親王永琮
- 固倫和敬公主

## 生涯
雍正5年（1727年）、宝親王の弘暦（後の乾隆帝）に嫁ぎ、嫡福晋（正室）となった。夫婦仲は良く、乾隆帝との間には雍正6年（1728年）に長女、雍正8年（1730年）に次男の永璉を出産するが、いずれも夭折した。雍正9年（1731年）、三女の固倫和敬公主を出産する。
乾隆帝が即位すると、皇后に立てられた。乾隆11年（1746年）に乾隆帝の皇七子の永琮を出産するが翌年に夭折した。皇后は嘆き悲しみ、皇太后（孝聖憲皇后）に同行して泰山へ行幸したが、その際に病気になり、乾隆13年（1748年）に亡くなった。皇太后・皇帝とともに北京へ還御する途上、山東省の徳州あたりの舟の中で息を引き取った。裕陵に最初に葬された。
乾隆帝は皇后の死を悲しみ、「早知失子兼亡母 何必当初盼夢熊（母子二人が亡くなったことを知っていたら、当初は男の子とは期待していなかった）」と詠んだ。

## 逸話
倹約家であり、宝石や玉を好わずに絨花を装飾品とする。
生前、高佳氏に「慧賢皇貴妃」の諡号を与えた乾隆帝にねだって「孝賢」の諡号を約束させた。

## 登場作品
テレビドラマ
- 江南京華夢（中国語版）（2002年、中国、演：カーメイン・シェー）
- 宮廷の秘密〜王者清風（中国語版）（2013年、中国、演：呂佳容）
- 如懿伝 〜紫禁城に散る宿命の王妃〜（2017年、中国、演：ドン・ジエ）
- 瓔珞〜紫禁城に燃ゆる逆襲の王妃〜（2018年、中国、演： チン・ラン）

## 伝記資料
- 『清史稿』